# Красный Октябрь (Липецкий район)
Кра́сный Октя́брь — посёлок Лубновского сельсовета Липецкого района Липецкой области.

## География
Стоит в верховье реки Лубны.

## История
Возник как сельскохозяйственное товарищество в 1923 году. По переписи населения 1926 года, тогда здесь проживал 71 человек .
Название — в честь Октябрьской революции.

## Население
| 2010 | 2012 |
| ---- | ---- |
| 4    | ↘3   |